# 아카보어
보어(Bo) 또는 아카보어(Aka-Bo)는 대안다만어족에 속한 사멸언어이다.
마지막 원어민인 보아 스르(Boa Sr)가 2010년 1월 26일에 사망하여 사어가 되었다.

## 숫자
1부터 10까지의 수는 다음과 같이 표현한다.:
1. lĭdĭgĭ
2. wāsi
3. ēde
4. lūla
5. kumugyĭ
6. gĭlmugeri
7. djūmāsi
8. ungertōsi
9. ūnākēla
10. cārāli